# Evakuace obce Obilić
Evakuace obce Obilić byla provedena příslušníky 2. roty česko-slovenského praporu KFOR. Českým vojákům se tehdy povedlo zachránit přibližně 140 Srbů před lynčováním.

## Průběh událostí
V roce 1999 došlo ke kosovské válce, která skončila vznikem mezinárodního protektorátu. Správu kosovského území dostaly na starost mezinárodní mírové jednotky KFOR. Jejich součástí se stal i česko-slovenský prapor.
17. března byla u řeky Ibar nalezena těla dvou utonulých albánských dětí (přičemž třetí se stále pohřešovalo). Z jejich smrti začali být obviňováni Srbové a začaly násilnosti mez oběma etniky (nutno říci že byly vyvolány Albánci, kteří byli v přesile). Do boje byli zataženi i příslušníci KFOR.
Jedním z míst, které se stalo dějištěm bojů obou etnik je i obec Obilić nedaleko metropole Priština. Albánci zde zahájili útok proti Srbům, kteří se ukrývali ve svých domech. Někteří ve sklepě. Na místo dorazili příslušníci 2. roty česko-slovenského praporu (i když byla Obilić mimo pole jejich působnosti) a začali bránit srbskou menšinu. Tou dobou už část města hořela. Češi však dokázali obsadit hlavní silnici a zabránili Albáncům dostat se do srbských domů.
Začala evakuace srbského obyvatelstva. Nejdříve se jednalo o ženy a děti. Dopoledne již byla většina Srbů v bezpečí. Celkem bylo zachráněno 140 lidí. Albáncům se povedlo zapálit asi 40 domů.